# Club Baloncesto Málaga 2023-2024
Questa voce raccoglie le informazioni riguardanti il Club Baloncesto Málaga nelle competizioni ufficiali della stagione 2023-2024.

## Stagione
La stagione 2023-2024 del Club Baloncesto Málaga è la 32ª nel massimo campionato spagnolo di pallacanestro, la Liga ACB.

## Roster
Aggiornato al 4 aprile 2024.
| Unicaja Málaga 2023-24 | Unicaja Málaga 2023-24 |
| Giocatori              | Staff tecnico          |
| ---------------------- | ---------------------- |

| N. | Naz.                                                | Ruolo | Nome               | Anno | Alt.   | Peso   |  |
| -- | --------------------------------------------------- | ----- | ------------------ | ---- | ------ | ------ |  |
| 1  | Stati Uniti (bandiera) · Germania (bandiera)        | AC    | Dylan Osetkowski   | 1996 | 206 cm | 115 kg |  |
| 3  | Canada (bandiera) · Nigeria (bandiera)              | A     | Melvin Ejim        | 1991 | 201 cm | 100 kg |  |
| 4  | Stati Uniti (bandiera) · Belgio (bandiera)          | G     | Tyler Kalinoski    | 1992 | 193 cm | 82 kg  |  |
| 6  | Stati Uniti (bandiera)                              | G     | Kameron Taylor     | 1994 | 198 cm | 95 kg  |  |
| 7  | Spagna (bandiera)                                   | AP    | Jonathan Barreiro  | 1997 | 203 cm | 90 kg  |  |
| 9  | Spagna (bandiera)                                   | P     | Alberto Díaz (C)   | 1994 | 188 cm | 81 kg  |  |
| 11 | Stati Uniti (bandiera)                              | PG    | Tyson Carter       | 1998 | 193 cm | 79 kg  |  |
| 14 | Bosnia ed Erzegovina (bandiera) · Spagna (bandiera) | AP    | Nihad Đedović      | 1990 | 198 cm | 86 kg  |  |
| 23 | Brasile (bandiera) · Spagna (bandiera)              | C     | Augusto Lima       | 1991 | 209 cm | 118 kg |  |
| 34 | Stati Uniti (bandiera) · Georgia (bandiera)         | AG    | Will Thomas        | 1986 | 203 cm | 104 kg |  |
| 17 | Spagna (bandiera)                                   | P     | Mario Saint-Supery | 2006 | 193 cm |        |  |
| 21 | Senegal (bandiera) · Spagna (bandiera)              | C     | Ilimane Diop       | 1995 | 210 cm | 104 kg |  |
| 27 | Spagna (bandiera)                                   | P     | Guillermo Del Pino | 2007 | 193 cm |        |  |
| 29 | Senegal (bandiera) · Spagna (bandiera)              | C     | Baba Badji         | 2006 | 206 cm |        |  |
| 45 | Stati Uniti (bandiera) · Bulgaria (bandiera)        | C     | David Kravish      | 1992 | 208 cm | 109 kg |  |
| 55 | Stati Uniti (bandiera) · Montenegro (bandiera)      | P     | Kendrick Perry     | 1992 | 183 cm | 82 kg  |  |
| 77 | Spagna (bandiera)                                   | C     | Yankuba Sima       | 1996 | 211 cm | 102 kg |  |

| Allenatore |
| - Ibon Navarro                                                                                                |
| Assistente/i                                                                                                  |
| - Paco Aurioles - Alberto Miranda - Ángel Sánchez-Cañete Legenda - (C) Capitano - (IN) Inattivo - Infortunato |

## Mercato

### Sessione estiva
| Acquisti | Acquisti       | Acquisti   | Acquisti      | Acquisti |
| R.a      | Nome           | da         | Modalità      |          |
| -------- | -------------- | ---------- | ------------- | -------- |
| G        | Kameron Taylor | Girona     | svincolato    |          |
| C        | Ilimane Diop   | Murcia     | svincolato    |          |
| C        | Yannick Nzosa  | Real Betis | fine prestito |          |

| Cessioni | Cessioni       | Cessioni    | Cessioni          | Cessioni |
| R.       | Nome           | a           | Modalità          |          |
| -------- | -------------- | ----------- | ----------------- | -------- |
| P        | Pablo Sánchez  | Cáceres     | riscatto prestito |          |
| G        | Darío Brizuela | Barcellona  | fine contratto    |          |
| G        | Ruben Vicente  | Ponferrada  | fine contratto    |          |
| C        | Yannick Nzosa  | Estudiantes | prestito          |          |

### Dopo l'inizio della stagione
| Acquisti | Acquisti    | Acquisti | Acquisti        | Acquisti   |
| R.       | Nome        | da       | Data            | Modalità   |
| -------- | ----------- | -------- | --------------- | ---------- |
| AC       | Tyson Pérez | Andorra  | 11 ottobre 2023 | definitivo |

| Cessioni | Cessioni           | Cessioni      | Cessioni        | Cessioni       |
| R.       | Nome               | a             | Data            | Modalità       |
| -------- | ------------------ | ------------- | --------------- | -------------- |
| C        | Ilimane Diop       | Ostenda       | 4 ottobre 2023  | fine contratto |
| AC       | Tyson Pérez        | Andorra       | 11 ottobre 2023 | prestito       |
| P        | Mario Saint-Supery | Tizona Burgos | 24 gennaio 2024 | prestito       |